# 南湖鎮站
南湖鎮站位於马来西亚吉隆坡南湖鎮的换乘站，該站為馬來亞鐵路通勤鐵路芙蓉线、快捷通軌道安邦綫及机场快铁支线服务等路線的停靠及換乘站。
南湖鎮站（BTS）與南湖镇终站（TBS）長途巴士整合，成為一綜合運輸樞紐。
2019年2月1日，时任首相马哈迪·莫哈末突击视察南湖镇终站，对该公共交通终站自2011年采用的中央售票系统（CTS）赞不绝口，认为有必要推广至全国。